# Base da Força Espacial de Vandenberg
A Base da Força Espacial de Vandenberg (IATA: VBG, ICAO: KVBG, FAA LID: VBG) (em inglês:  Vandenberg Space Force Base), anteriormente Base da Força Aérea de Vandenberg, é uma instalação militar com uma base de lançamento de foguetes, localizada no Condado de Santa Bárbara, na Califórnia, Estados Unidos. De acordo com o recenseamento de 2000, a população da base aérea era de 6 151 pessoas.
Vandenberg é onde está a 14a. divisão da Força Aérea dos Estados Unidos, e uma base de lançamento e testes de mísseis e foguetes (Western Launch and Test Range ou WLTR), e é responsável pelo lançamento de satélites militares, científicos e de organizações comerciais, bem como por testes de mísseis balísticos intercontinentais, incluindo o míssil Minuteman III. Vandenberg está assumindo um novo papel com a criação do "Joint Functional Component Command for Space" (JFCC SPACE).

## História

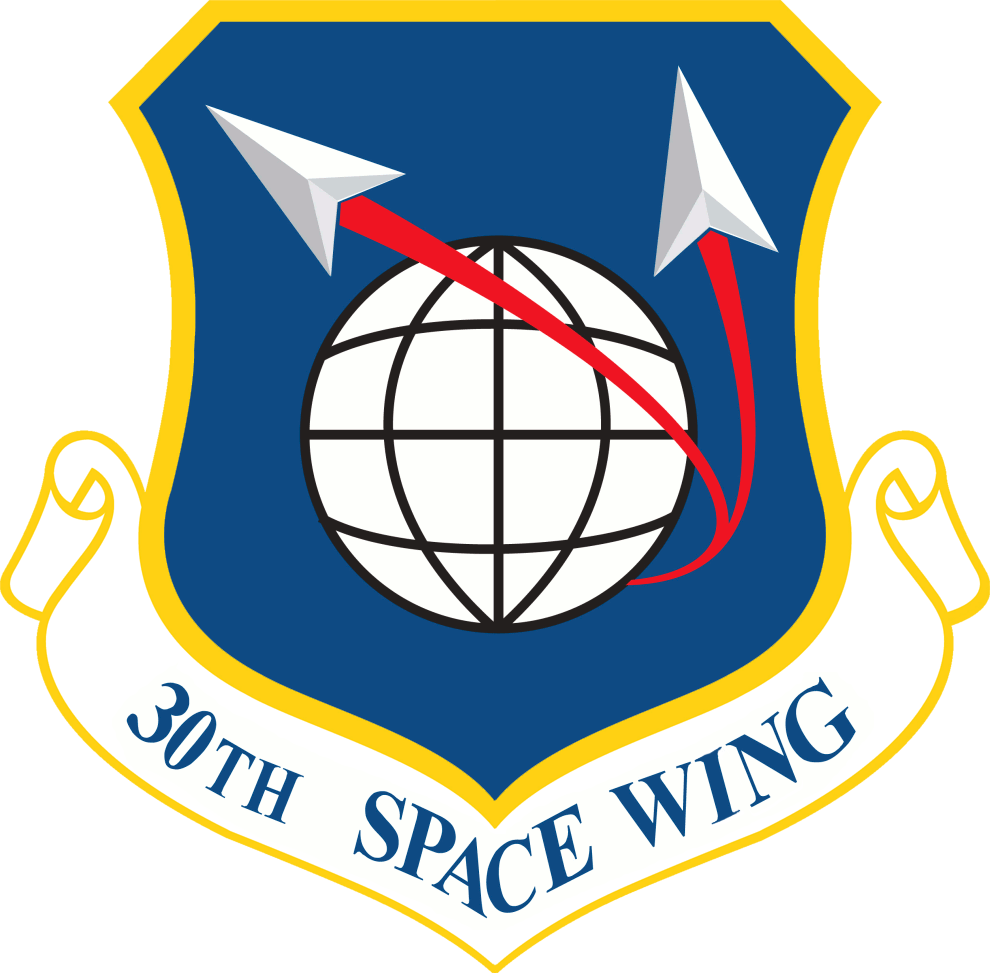
Emblema da 30th Space Wing

A base, apelidada de VandyLand pelo pessoal da Força Aérea, foi criada em 1941 com o nome de "Camp Cooke" e pertencendo ao Exército dos Estados Unidos, servindo como um centro de treinamento para tropas da infantaria enviadas para Segunda Guerra Mundial e mais tarde para a Guerra da Coréia.
A base foi transferida para a Força Aérea dos Estados Unidos em 1957 quando começou a ser transformada em um campo para testes de mísseis balísticos e espaciais. Um ano mais tarde, a Base Aérea de Cooke foi batizada com o nome de Vandenberg em homenagem ao General Hoyt S. Vandenberg, o segundo chefe do staff da Força Aérea e um dos primeiros a defender o engajamento das Força Aérea com a pesquisa espacial.

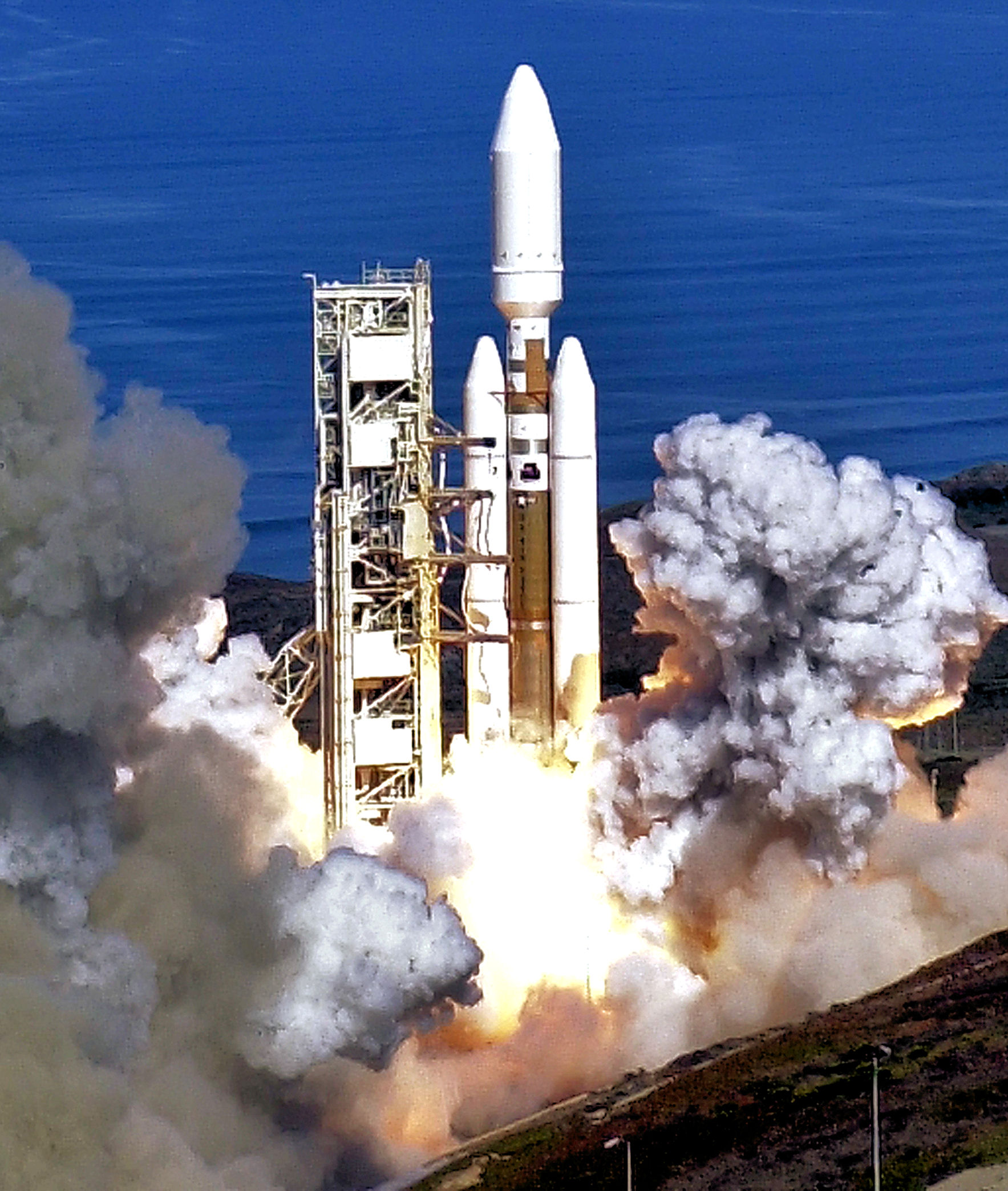
O último foguete Titan IV-B lançado da plataforma SLC-4E na Base da Força Aérea de Vandenberg no norte de Santa Barbara County, ocorrido em 2005

Entre 1 de março de 1966 e 20 de dezembro de 1968, a Força Aérea comprou aproximadamente 15 mil acres (61 km²) da propriedade "Sudden Ranch", localizada ao sul do limite original, por meio da lei de domínio eminente. Esta aquisição aumentou a área da base para sua área atual de 98 mil acres (400 km²) das quais somente 15% está efetivamente ocupada. Sua localização relativamente remota e próxima da costa oferece um uma excelente localização para realização segura de testes de armamentos envolvendo mísseis (SM-65 Atlas, Titan II, Minuteman|Minuteman I/II/III, bem como para lançamento de satélites em órbitas polares sem que o foguete precise sobrevoar áreas populadas depois da decolagem.
Em 16 de dezembro de 1958, a Base de Vandenberg lançou o primeiro míssil balístico Thor. Vandenberg colocou no espaço o primeiro satélite em órbita polar, Discoverer 1, a bordo de uma combinação Thor+Agena, em 28 de fevereiro de 1959. (A missão Discoverer 1 foi usada para uma encobrir o programa do satélite Corona, um satélite clandestino da CIA.) Os dois lançamento foram feitos a partir de do Complexo de Lançamento Espacial No. 10 (SLC-10) da base de Vandenberg, a qual tinha sido preservada para ser mantida como um exemplo da tecnologia dos complexos de lançamento dos anos de 1950. A SLC-10 é atualmente classificada como um "monumento histórico nacional" dos Estados Unidos.
Em 17 de outubro de 1971, através de um foguete delta, colocou no ar o satélite artificial ASTEX, da Força Aérea dos Estados Unidos.
Vandenbert ainda é a única instalação militar nos Estados Unidos que lança satélites do governo ou privados em órbitas polares. Também é o único centro do qual mísseis balísticos inter-continentais são lançados para o Atol de Kwajalein para se testar a performance deste sistema de armas.
A base é operada pelo "Air Force Space Command" (AFSPC), "30th Space Wing". Sua missão é:
- Conduzir e apoiar lançamentos de mísseis balísticos e foguetes espaciais;
- Operar o "Western Range";
- Responder à contingências em escala mundial;
- Hospedar a comunidade da Base da Força Aérea de Vandenberg.